# Bohdan Stetkiewicz
Bohdan (Bogdan) Stetkiewicz (zm. 1651) – podkomorzy mścisławski (1630–1644), kasztelan mścisławski (1644–1646), kasztelan nowogródzki (1646–1651), działacz dyzunicki, mecenas prawosławny.

## Życiorys
Pochodził z rodu Stetkiewiczów herbu Kościesza. Był synem podkomorzego bracławskiego, Wilhelma i Anny z Ogińskich, córki Bogdana, podkomorzego trockiego. Jego wujem był Aleksander Ogiński.
Był członkiem konfederacji generalnej zawiązanej 16 lipca 1632 roku. Poseł na sejm konwokacyjny 1632 roku z województwa mścisławskiego. Poseł na sejm zwyczajny 1635 roku.
Podpisał pacta conventa Jana II Kazimierza Wazy w 1648 roku. Jako kasztelan nowogródzki bronił w 1648 r. Wielkiego Księstwa Litewskiego (dokładniej ziemi orszańskiej) przed Kozakami zaporoskimi, uprzednio wystawiwszy także własną chorągiew husarską. Natomiast jego jedyny syn Michał Włodzimierz przyłączył się do powstania Chmielnickiego, za co zapłacił utratą całego majątku. Podobnie powstańców poparł w 1655 r. Jerzy Stetkiewicz, bratanek Bohdana, a syn Krzysztofa. 
Bohdan Stetkiewicz i jego żona, Helena z Sołomereckich, znani byli z licznych fundacji i darowizn na rzecz prawosławia: monaster Wniebowstąpienia Pańskiego w Barkołabowie, monaster Świętego Ducha w Bujniczach, monaster Zaśnięcia Matki Bożej, kuteiński monaster Objawienia Pańskiego oraz drukarnia kuteińska w Orszy, monaster Świętego Ducha w Tupiczewszczyźnie.

## Potomstwo
Dzieci z małżeństwa z Heleną Sołomerecką
- Michał Włodzimierz, późniejszy mnich prawosławny
- Helena, żona Iwana Wyhowskiego
- Anna (Suchodolska)

Dzieci z małżeństwa z Anną Frąckiewiczówną
- Krystyna